# Phoebe Philo

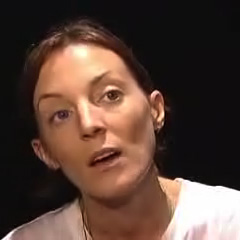
Phoebe Philo

Phoebe Philo (Parijs, 1 januari 1973) is een Brits modeontwerpster. Ze was creatief directeur bij Chloé tussen 2001 en 2006 en had dezelfde functie bij Céline tussen 2008 to 2018.

## Biografie
Phoebe Philo studeerde af in 1996 aan het Central Saint Martins College of Art and Design te Londen.  Na haar studies begon ze in 1997 bij Chloé als assistent van Stella McCartney die ze opvolgde in 2001 als creatief directeur. Philo stopte in 2006 en pas in 2008 kreeg ze een aanbod van Louis Vuitton Moët Hennessy als creatief directeur bij het Franse modehuis Céline. In 2018 stopte ze bij Céline.
Ze is getrouwd in 2004 en heeft 3 kinderen. 

## Erkentelijkheden
- 2003 - "Best Dressed" (Vogue) in de januari editie
- 2005 - "British Designer of the Year" (British Fashion Council)
- 2010 - "British Designer of the Year" (British Fashion Council)
- 2011 - "International Designer of the Year" (Council of Fashion Designers of America)
- 2014 - "world's 100 most influential people" (Time magazine)
- 2014 - Officer of the Order of the British Empire (OBE)